# Oxylides gloveri
Oxylides gloveri är en fjärilsart som beskrevs av Hawker-smith 1937. Oxylides gloveri ingår i släktet Oxylides och familjen juvelvingar. Inga underarter finns listade i Catalogue of Life.